# Google Programmable Search Engine

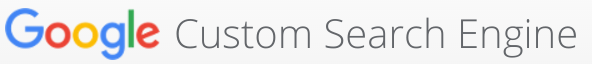
Logo der Google Custom Search

Google Programmable Search Engine (früher bekannt als Google Custom Search Engine, CSE und Google Co-op) ist ein von Google bereitgestellter Dienst zur Erstellung einer eigenen, auf der Google-Suche basierenden Suchmaschine. Je nach Konfiguration werden nur Ergebnisse zu bestimmten Themen, bestimmten Websites von Seiten mit bestimmten Inhalten und Eigenschaften gefunden. Google startete den Dienst am 23. Oktober 2006.

## Dienstleistungen
Die Google-Custom-Search-Plattform wird in mehreren Versionen angeboten.

### Benutzerdefinierte Suchmaschine

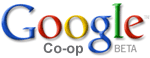
Google-Co-op-Logo

Die Google Programmable Search ermöglicht das Erstellen eines Suchmaschinenendienstes auf Basis der Google-Suche. Die indexierten Inhalte sind eine Teilmenge des Google-Index, Nutzer können mit zahlreichen Filter-- und Einstellungsmöglichkeiten definieren, welche Inhalte mit ihrer Suchinstanz gefunden bzw. prominenter angezeigt werden sollen. Sucheingabefelder und Ergebnisseiten der so generierten Suchinstanzen können per Javascript-Snippet in Webseiten eingebaut werden. Die Basisversion ist kostenlos und kann Google-AdSense-Anzeigen in den Ergebnissen ausspielen.

### Kostenpflichtige API
Die Google Programmable Search Element Paid API ermöglicht seit November 2020 einen werbefreien Betrieb der Google Programmable Search. Abgerechnet werden Suchanfragen über die Google Cloud-Dienste. Ähnlich funktioniert die Einbindung der Suche via JSON-API, wobei hier 100 API-Abfragen pro Tag kostenlos bleiben und der Rest berechnet wird. In beiden Varianten berechnet Google 5 USD/1000 Anfragen.

### Nonprofits
Für Schulen und gemeinnützige Organisationen („Nonprofits“) bietet Google die kostenlose Version der Programmable Search ohne Werbeeinblendungen an. Voraussetzung ist die Registrierung im Google-Programm für Schulen bzw. für Nonprofits.